# Saint-Congard
Saint-Congard (tiếng Breton: Sant-Kongar) là một xã ở tỉnh Morbihan trong vùng Bretagne tây bắc Pháp. Xã này có diện tích 21,87 km², dân số năm 1999 là 637 người. Khu vực này có độ cao từ 5-102 mét trên mực nước biển.
Cư dân của Saint-Congard danh xưng trong tiếng Pháp là Saint-Congardais.